# ارکوله گالگاتی
ارکوله گالگاتی (ایتالیایی: Ercole Gallegati؛ ۲۱ نوامبر ۱۹۱۱ – ۱۹ اوت ۱۹۹۰) کشتی‌گیر اهل ایتالیا بود.
وی همچنین برندهٔ جوایزی همچون نشان شایستگی جمهوری ایتالیا شده‌است.
وی در مسابقات کشوری و بین‌المللی در مجموع برندهٔ ۳ مدال برنز شده‌است.